# A.J. English
Albert Jay „A.J.” English III (ur. 10 lipca 1992 w Wilmington) – amerykański koszykarz, występujący na pozycji rozgrywającego, obecnie zawodnik Mitteldeutscher BC.
W 2015 wziął udział w turnieju Adidas Nations Counselors oraz dwukrotnie w Adidas Nations (2014, 2015).
14 lutego 2018 został zawodnikiem Rosy Radom. 1 sierpnia dołączył do czeskiego ČEZ Nymburk.
2 listopada 2019 zawarł umowę z Legią Warszawa. Nie rozegrał z zespołem ani jednego oficjalnego spotkania z powodu kontuzji. 17 kwietnia 2021 podpisał po raz drugi w karierze umowę z HydroTruckiem Radom. 23 lutego 2022 dołączył do niemieckiego Mitteldeutscher BC.
Jest synem byłego zawodnika Washington Bullets – A.J. Englisha seniora.

## Osiągnięcia
Stan na w 26 lutego 2022, na podstawie, o ile nie zaznaczono inaczej.
NCAA
- Uczestnik turnieju NCAA (2013, 2016)
- Mistrz:
  - turnieju konferencji Metro Atlantic Athletic (MAAC – 2013, 2016)
  - sezonu regularnego MAAC (2014, 2015)
- MVP turnieju:
  - MAAC (2016)
  - Portsmouth Invitational (2016)
- Zaliczony do:
  - I składu:
    - MAAC (2014–2016)
    - turnieju MAAC (2015, 2016)
- Lider MAAC w[7]:
  - średniej:
    - punktów (22,6 – 2016)
    - asyst (6,2 – 2016)
    - minut spędzanych na parkiecie (37,4 – 2015)

  - liczbie:
    - punktów (685 – 2015)
    - asyst (172 – 2015, 174 – 2016)
    - celnych i oddanych rzutów za 3 punkty (106–274 – 2015, 94–254 – 2016)

Indywidualne
- Zaliczony do I składu kolejki EBL (6 – 2021/2022)[8]